# Savoyaards Taalinstituut
Het Savoyaards Taalinstituut is een onafhankelijk taalinstituut gevestigd in Habère-Lullin (Opper-Savoie), maar heeft ook een vestiging in Chambéry (Savoie). Het werd in 2005 als Institut de la langue savoyarde opgericht met hulp van de toenmalige bestuurlijke regio Rhône-Alpes. Het taalinstituut bestaat uit mensen die geïnteresseerd zijn in het bestuderen en ontwikkelen van het Savoyaards, een regiolect van het Arpitaans. De leden houden zich bezig met taal, cultuur en met het fungeren als klankbord voor discussie en de uitwisseling van ideeën.

## Geschiedenis
Het Savoyaards Taalinstituut is na lange onderhandelingen in 2005 opgericht met steun van het regionaal bestuur Rhône-Alpes. Drijvende kracht was de onderwijzer Marc Bron, als voorzitter van de Vereniging van Leerkrachten Savoyaards (A.E.S.) en Lou Rbiolon, de koepelorganisatie bestaande uit verschillende lokale groepen van savoyaardstalingen. Het taalinstituut beheert een bibliotheek met Savoyaardstalige literatuur.
Het Savoyaards Taalinstituut streeft ernaar om het Savoyaards te behouden, door te geven en te bevorderen in het allerdaagse leven; zowel op sociaal, cultureel en economisch vlak. Ze streeft er ook naar de hulp van de Franse overheid te krijgen om het Savoyaards te onderwijzen op de scholen (basis- en middelbare scholen) in de huidige Franse departementen Savoie en Opper-Savoie.